# Vabres-l'Abbaye
 Vabres-l'Abbaye  (en occitano Vabre de l'Abadiá) es una población y comuna francesa, situada en la región de Mediodía-Pirineos, departamento de Aveyron, en el distrito de Millau y cantón de Saint-Affrique.

## Demografía
| 756 | 722 | 732 | 882 | 1111 | 1085 |
| Para los censos de 1962 a 1999 la población legal corresponde a la población sin duplicidades (Fuente: INSEE [Consultar]) |     |     |     |      |      |